# Frihetsfront Plus

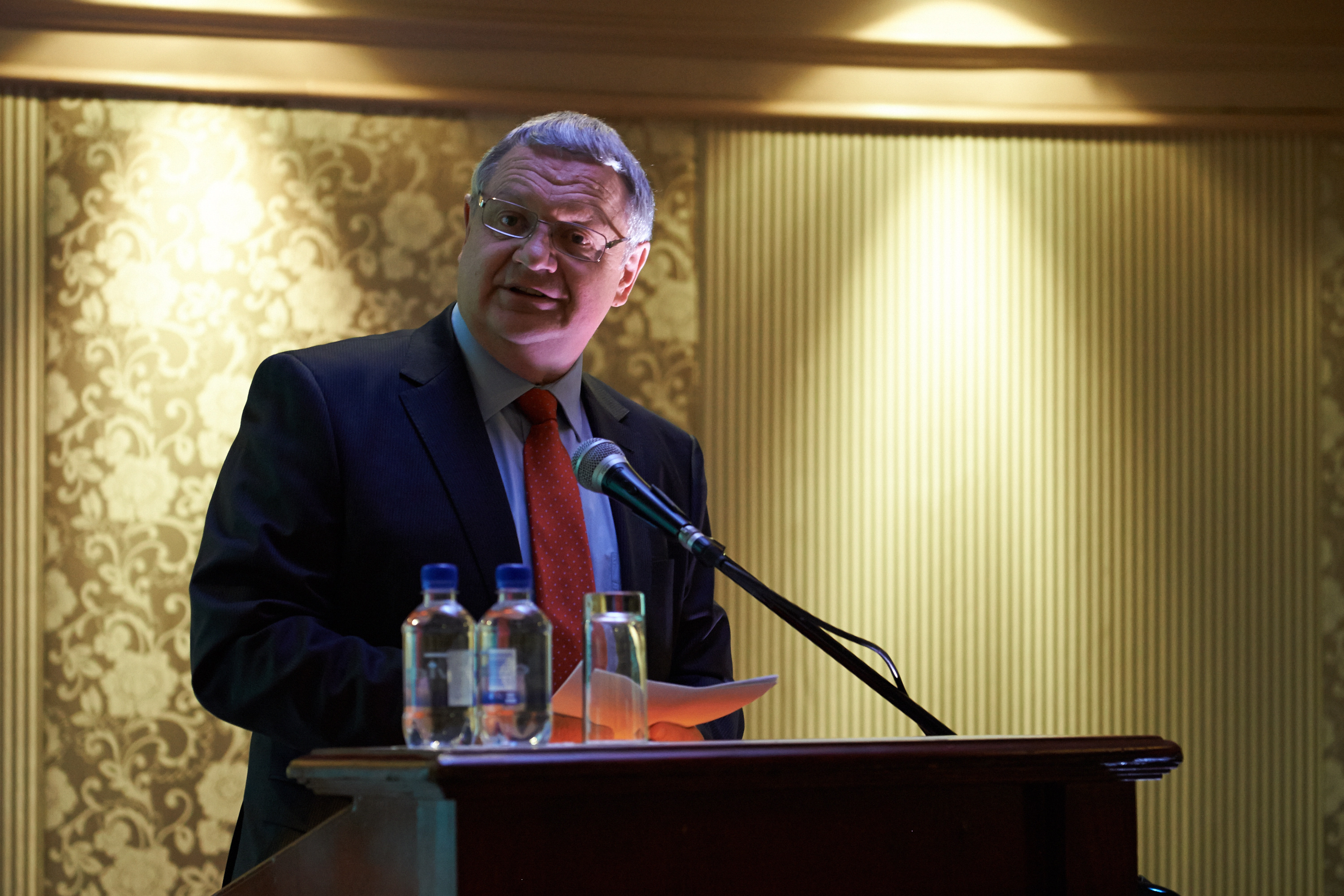
Pieter Mulder, partiledare 2001-2016

Frihetsfront Plus (afrikaans:Vryheidsfront Plus, VF+, engelska: Freedom Front Plus, FF+) är ett politiskt parti i Sydafrika som säger sig företräda boernas och icke-svarta minoriteters intressen och förespråkar mest uppmärksammat att en landremsa i västra Sydafrika ska upplåtas åt en självständig volkstaat med en vit majoritetsbefolkning. FF+ är representerat i landets underhus, nationalförsamlingen, sedan de första allmänna valen 1994 (sedan 2014 med fyra mandat). Nuvarande partiordförande är Pieter Groenewald.
Partiet hette från början endast Frihetsfront, och leddes av Constand Viljoen fram till 2001. Efter ett starkt valresultat 1994, särskilt i valen till de nio provinsparlamenten, tappade man gradvis stöd allteftersom man insåg att målet att skapa en volkstaat hade liten chans att bli verklighet. Sedan 1999 har man etablerat sig på en låg men stabil nivå. Plus lades till partinamnet 2004 då ett antal mindre nationalistiska partier (mest ökänt det ultrakonservativa Konserwatiewe Party) gick samman med Frihetsfronten. Dessa inkluderade i övrigt Afrikaner Eenheidsbeweging och (senare) Federale Alliansie. FF+ hämtar av naturliga skäl sitt stöd nästan uteslutande från vita afrikander, men har på senare år även byggt upp ett visst stöd bland färgade väljare i Västra Kapprovinsen. Partiets ställning är starkast på landsbygden och i småstäder.